# 스키촌 (미야자키현)
스키촌(須木村)은 일본 미야자키현 니시모로카타군 있던 촌이다. 
2006년 3월 20일, 인접했던 고바야시시와 합병, 새로운 고바야시시의 지역자치구 [스키]가 되었다.

## 역사
- 1889년 5월 1일 - 촌제를 시행해 스키촌이 되었다.
- 1974년 8월 27일 - 항공자위대 전투기 F-104가 마을에 추락. 승무원은 탈출하여 주민들에게 피해는 없었으나 민가 3채가 전소되었다.
- 2006년 3월 20일 - 고뱌아시시와 합병, 신・고바야시시가 성립하였다. 스키촌은 지역자치구로 전환해, 스키가 되었다.

## 교통

### 철도
- 규슈 여객철도 깃토 선

### 도로
- 국도 265호선